# Телеханский сельсовет
Телеханский сельсовет — административно-территориальная единица в Ивацевичском районе Брестской области Республики Беларусь. Административный центр — городской посёлок Телеханы.

## История
До 2013 года — поселковый Совет. В 2013 году присоединён Выгонощанский сельсовет. Телеханский поссовет преобразован в сельсовет.

## Состав
Телеханский сельсовет включает 8 населённых пунктов:
- Телеханы — городской посёлок
- Вулька-Телеханская — деревня
- Глинище — деревня.
- Гортоль — агрогородок.
- Краглевичи — деревня.
- Сомино — деревня.
- Выгонощи — деревня
- Бобровичи — деревня

## Промышленность и сельское хозяйство
СПК «Телеханы-агро», СПК «Гортоль», филиал «Телеханы» ГП «Беларусьторг», ОАО «Телеханский завод столярных изделий», ГЛХУ «Телеханский лесхоз», ПМК-60 ОАО «Пинскводстрой», филиал «Телеханский» ГУПП «Ивацевичское ЖКХ», Телеханский филиал Ивацевичского райпо, СООО «Экопромпродукт»,
ГУП «Ивацевичский ПМС», филиал КУП «Брестоблдорстрой» «Ивацевичское ДРСУ-178», ОАО «Ивацевичиагрохимсервис», РПУ «Ивацевичирайгаз», автобазы Ивацевичского райпо, районных электросетей и электросвязи.

## Социальная сфера
- ГУО «Телеханская средняя школа», ГУО «Телеханская государственная специальная школа-интернат», ГУО «Гортольская средняя школа», ГУО «Вулька-Телеханская базовая школа», ГУО «Соминская базовая школа», ГУО «Телеханский межшкольный учебно-производственный комбинат трудового обучения и профессиональной ориентации учащихся», ГУО «Телеханская школа искусств».
- Детские сады: №2 «Ручеек», №3 «Росинка», №4 «Журавинка» (Телеханы), «Солнышко» (Гортоль).
- Телеханский центр культуры и досуга, Дом детского творчества, Гортольский сельский Дом культуры, Вулька-Телеханский сельский клуб, Краглевичская библиотека-клуб, Соминский сельский клуб-библиотека, Телеханская горпоселковая библиотека, детская библиотека, сельские библиотеки (Гортоль, Вулька-Телеханская).
- Телеханская горпоселковая больница, ФАПы (Гортоль, Сомино, Вулька-Телеханская, Краглевичи), ГУ «Телеханский психоневрологический дом-интернат для престарелых и инвалидов».
- Дом быта (Телеханы), комплексный приемный пункт (Гортоль, Телеханы).

## Культура и досуг
- Экологическая тропа «Надливская гряда» в заказнике республиканского значения «Выгонощанское»
- Этно-краеведческий музей «Спадчына» ГУО "Телеханская средняя школа" в г. п. Телеханы
- Музей природы ГПУ Беловежская пуща лесоохотничьего хозяйства «Выгоновское» в д. Выгонощи
- Краеведческий музей В. Н. Бычковского в д. Бобровичи

## Достопримечательность
- Огинский канал — памятник гидротехнического строительства
- В д. Выгонощи можно увидеть фронтовые фортификационные объекты времён Первой мировой войны. Здесь проходила линия фронта войск Российской империи и Австро-Венгрии.
- В 5 км к северу от д. Выгонощи расположено Выгоновское (Выгонощанское) эвтрофное озеро — филиал заповедника Беловежская пуща.